# Пророчество (фильм, 1995)
«Пророчество» (англ. The Prophecy) — мистический триллер, главные роли в котором исполнили Кристофер Уокен, Элиас Котеас и Вирджиния Мэдсен.

## Сюжет
В начале фильма молодой студент-семинарист Томас Даггет в числе других студентов участвует в католическом обряде инициации в ранг священника. Внезапно у него случается видение жестокой войны между ангелами, начавшейся якобы из-за того, что Бог наделил людей душой — тем, чем ангелы обделены. Испуганный и истерзанный видением Даггет отрекается от веры и более не желает иметь с религией ничего общего. Спустя несколько лет Томас поступает на службу детективом в полицию Лос-Анджелеса.
Тем временем два ангела спускаются на землю. Один из них, Саймон, ангел Света, проникает к Даггету в квартиру и пытается обратить его обратно в веру, говоря, что Рай — больше не рай, а война между ангелами разгорелась с новой силой и уже переместилась на землю. После этого Саймон уходит, взяв у детектива медальон со святым Кристофером и оставив Даггета в замешательстве: Томас отказывается верить, что только что его посетил настоящий ангел, считая посетителя просто каким-то чудаком.
Второй ангел, Узиэль, служитель Тьмы и подручный падшего ангела Смерти Гавриила, находит Саймона в дрянной съёмной квартире и требует отдать ему то, что Саймон нашёл на земле. Завязывается драка, в которой Саймон одерживает верх, сбросив противника из окна третьего этажа и придавив его автомобилем, но сам получает тяжёлое ножевое ранение и решает, что медлить больше нельзя. Он отправляется в небольшой шахтёрский городок Чимни-Рок в Аризоне.
Расследовать смерть неизвестного человека со множественными травмами, выброшенного из окна и сбитого машиной, отправляется детектив Томас Даггет. При осмотре комнаты с разбитым окном, которую Саймон снимал под вымышленным безликим именем Джон Смит, Томас обнаруживает газетную вырезку с некрологом о недавно умершем полковнике Арнольде Хоуторне, ветеране войны в Корее, жившем в городке Чимни-Рок, а также экземпляр своего собственного эссе об ангелах, написанного им ещё в годы учёбы в семинарии. Тем временем Саймон добирается до Чимни-Рок, находит тело полковника Хоуторна и забирает из него душу.
Приятель Даггета, патологоанатом-криминалист, исследовавший тело Узиэля, говорит Даггету, что никогда ещё не встречался ни с чем подобным: у умершего отсутствуют глаза и половые признаки, а состав крови близок скорее к абортированному плоду, нежели ко взрослому человеку. Среди вещей покойника обнаруживается старинная рукописная Библия, к которой был добавлен отрывок из Откровения о новой войне ангелов и пророчество о том, что на земле будет найдена темнейшая, самая злая человеческая душа, которая может стать оружием в руках Тьмы. Изучая старую книгу, Даггет всё яснее понимает, что ангелы уже на земле и в происходящем как-то замешан Гавриил.
Поняв, что Узиэль потерпел неудачу, Гавриил лично является на землю и обыскивает опечатанную полицией квартиру, опознаёт по следам крови Саймона и отправляется на его поиски. Испытывающий нужду в помощнике из числа людей Гавриил приходит к депрессивному самоубийце по имени Джерри и, будучи ангелом Смерти, не позволяет ему умереть, пока тот ему не послужит; в частности, Гавриилу требовался кто-то, кто умел водить машину. Для измученной души Джерри такое состояние на краю между Раем и Адом крайне болезненно и обременительно, но выхода у него нет. Гавриил отправляется в полицейский морг, усыпляет вахтенного и сжигает тело Узиэля, намереваясь замести следы.
В Чимни-Рок тяжело раненый Саймон прячется в подсобке местной школы. Туда забегают маленькие школьницы и играют в прятки. Одна из них, отзывчивая и непосредственная индейская девочка Мэри, знакомится с Саймоном и обещает зайти к нему попозже. Когда она не появляется на уроке, её преподаватель школы Кэтрин тревожится и находит девочку в подсобке в компании неизвестного человека сомнительной наружности. Кэтрин отсылает девочку в класс и говорит с Саймоном, предупреждая его, что намерена вызвать полицию, но уходит, подчинившись его силе внушения и сомневаясь. Тут же к Саймону снова приходит Мэри, которая лишь притворилась, что ушла в класс. Саймон, предчувствуя близкую смерть, передаёт девочке душу полковника Хоуторна, попросив Мэри никому об этом не рассказывать, так как это «самая большая в мире тайна». Позже Кэтрин обнаруживает Мэри в плохом самочувствии, отвозит её домой в резервацию к её бабушке и берёт под свою опеку. Шериф при разговоре с Кэтрин по телефону говорит, что на аризонских дорогах полно всяких бродяг и заниматься каждым из них полиция не может, но всё же соглашается приехать в школу Чимни-Рок как можно быстрее.
Джерри крадёт для Гавриила имущество, изъятое полицией из комнаты Саймона. Гавриил читает ту же вырезку с некрологом, что заинтересовала Даггета, и понимает, что душа полковника Хоуторна — и есть та самая темнейшая душа из пророчества, после чего вместе с Джерри отправляется на кладбище Чимни-Рок, чтобы заполучить её. Вскрыв могилу с помощью Джерри, ангел обнаруживает, что души в теле полковника уже нет — его опередили, и сделать это мог только Саймон. Найдя обессилевшего Саймона в школе, падший ангел сначала пробует переманить его на сторону Тьмы, говоря, что не стоит так биться из-за этих «говорящих мартышек», а в случае победы Гавриила Бог полюбит ангелов сильнее, чем людей. Саймон отказывается и сознаётся: он и рад бы помочь, но не знает, кто прав и кто не прав, а лишь исполняет волю Господню; Гавриил выходит из себя и долго пытает его, но не добивается ровно ничего, после чего убивает, выдирая из груди сердце и сжигая дотла тело. Прибывший наконец по вызову Кэтрин шериф находит в школьной подсобке лишь обугленные останки.
Кэтрин, посчитав, что внезапная болезнь Мэри и разговор девочки со странным бродягой как-то связаны, снова приезжает в резервацию. Там индейский шаман производит над девочкой обряд, пытаясь понять природу недуга. Бабушка девочки говорит, что девочке не стало лучше. Никакой физической болезни нет, но девочка словно одержима каким-то злым духом. Кэтрин убеждается в этом, разглядывая недавние рисунки Мэри: на них изображены солдаты в касках, сцены кровавых расстрелов и насаждений безоружных людей на колья.
Даггет отправляется в Чимни-Рок, считая, что там найдёт ответы на все терзавшие его вопросы. На кладбище он обнаруживает сторожа, закапывающего могилу полковника Хоуторна. Сторож утверждает, что за ночь кто-то раскопал могилу, так что он закапывает её уже во второй раз, а затем жалуется, что утром какой-то псих сжёг себя в школьной подсобке и теперь ему придётся зарывать и его. Даггет отправляется в школу и находит на месте сожжения точно такую же кучку праха, как и та, что осталась в морге от тела неизвестного человека. В прахе детектив находит свой собственный медальон с ликом святого Кристофера, и понимает, что здесь сгорел тот самый человек, что проник в его квартиру. Поговорив с Кэтрин о странном визитёре, детектив узнаёт, что с ним также общалась одна из учениц, однако Кэтрин не называет её имени, явно не доверяя приезжему детективу. Их разговор подслушивает Гавриил и решает искать носительницу тёмной души среди учениц.
Даггет тем временем изучает всё связанное с полковником Арнольдом Хоуторном и приходит в его дом. Он узнаёт, что это был нелюдимый и злобный человек без семьи, имевший дурную репутацию, из-за которой его сторонились и побаивались. Среди вещей Хоуторна Томас находит вырезки из старых газет о том, что одна из войсковых операций полковника и его подчинённых была признана самой беспринципной, бесчеловечной и кровопролитной битвой столетия, чем полковник, по-видимому, очень гордился; также в одной из старых газет упоминалось о ритуальных жертвоприношениях и беспощадных убийствах пленных китайцев. Далее Даггет натыкается на архивную киноплёнку, на кадрах которой наглядно показаны военные преступления Хоуторна: свидетельства случаев каннибализма (сам Хоуторн с окровавленным ртом), кровавые сцены колосажания, расстрелянное мирное население; плёнка заканчивается кадрами судебного процесса, на котором полковник предстаёт перед военным трибуналом. Взломав замок на запертом сундучке, детектив с ужасом разглядывает хранящиеся в нём засушенные лица особо памятных Хоуторну жертв. Даггет вспоминает слова пророчества из старой книги и начинает смутно догадываться о том, что пресловутая темнейшая душа — душа именно Арнольда Хоуторна и что именно она нужна Гавриилу.
Вечером Даггет приходит в местную церковь, где встречается с Гавриилом. Ангел намекает, что детективу не стоит вставать у него на пути.
Мэри тем временем становится только хуже. Она бьётся в лихорадке, её мучают кошмары и кровавые видения.
Наутро Гавриил изучает учеников школы и расспрашивает о человеке из подсобки. Одна из девочек рассказывает ему, что мельком видела того человека, но говорила с ним только ученица по имени Мэри. Кэтрин, приметившая незнакомую чёрную машину, прогоняет Гавриила и его водителя Джерри, а те с готовностью уходят, уже узнав всё, что им было нужно. Ту же чёрную машину учительница позже приметила стоящей возле заброшенной медной шахты недалеко от дома Мэри. В резервации Кэтрин встречает детектива Даггета разговаривающим с Мэри и её бабушкой. Детектив расспрашивает девочку о Саймоне. Мэри говорит, что Саймон дал ей кое-что, но что именно, она сказать не может, потому что обещала Саймону молчать об этом. Кэтрин считает, что Саймон — всего лишь бездомный алкоголик, случайно спаливший себя, однако подозревает, что детектив знает нечто большее, но умалчивает. Томас нехотя рассказывает Кэтрин о том, что ангелы не только действительно существуют, но ещё и борются между собой за то, чтобы быть ближе к Богу, а один из них где-то поблизости. Кэтрин говорит, что утром видела странного человека пугающей внешности возле школы и что заметила неподалёку отсюда его чёрный автомобиль. Даггет вместе с Кэтрин приезжает к старой шахте, но машины и Гавриила там уже нет; вместе они спускаются в шахту и там их обоих посещает ужасающее видение убитых на войне в Раю ангелов.
Поняв, что Гавриилу нужна Мэри, двое мчатся обратно в резервацию, но Гавриил и Джерри уже там. Гавриил говорит, что ему нужна лишь злая душа, заключённая в теле девочки, и предлагает Даггету присоединиться к нему, но Томас направляет на него пистолет. Джерри набрасывается на детектива, но получает от него несколько пуль и благодарит за избавление от Гавриила. Томас перезаряжает пистолет, но Гавриил отнимает его и отбрасывает в сторону. Мэри хватает пистолет и сама стреляет в ангела, выиграв несколько секунд для бегства. Кэтрин стреляет по ангелу оставшимися в барабане патронами; одна из пуль попадает в бак дома-трейлера и взрывает его. Гавриил, находившийся очень близко от взрыва, на какое-то время теряет сознание.
Прибывший на место происшествия шериф не верит словам детектива о том, что человек в опалённой чёрной одежде не погиб при взрыве, но всё же соглашается заковать его в наручники и посадить на заднее сиденье патрульной машины. Пришедший в себя ангел незаметно для полицейских подмигивает Томасу, намекая, что схватка ещё не окончена. Томас говорит Кэтрин, что нужно немедленно трогаться в путь. На трассе Кэтрин, Томас и Мэри видят развороченную патрульную машину и убитых Гавриилом полицейских. На закате они добираются до старинной индейской деревни, где планируют изгнать злой дух из тела девочки с помощью шаманского обряда экзорцизма.
Гавриил тем временем приходит в реанимационное отделение ближайшей крупной больницы, чтобы найти себе нового помощника и водителя. Им становится Рэйчел — женщина, которая должна была умереть от длительной тяжёлой болезни. Рэйчел, так же как и Джерри ранее, не может вынести лимба и просит о смерти, но ангел обещает ей, что очень скоро отпустит её душу из умершего тела.
Тем временем Кэтрин, наблюдавшая за обрядом экзорцизма, выходит из пещеры на воздух и слышит чей-то шёпот, призывающий её поговорить кое-о-чём. Повернувшись, она замечает тёмную фигуру, пугается и пытается отказаться от беседы. Неизвестный угрожает ей расправой и уверяет, что ей придётся говорить с ним. На вопрос женщины о том, ангел ли он, неизвестный усмехается и говорит, что когда-то был первым после Бога, самым любимым. Кэтрин с ужасом понимает, что ей явился сам Люцифер. Денница говорит о том, что назревает битва, и что множество ангелов жаждет заполучить Мэри. Он разъясняет, что он здесь ни при чём и что это другие ангелы начали войну из ненависти и ревности к одушевлённым людям, облечённым любовью Господа. Из-за войны ни одна человеческая душа не может попасть в Рай; в основном души теперь попадают в Ад, так как тот «открыт всегда, даже в Рождество». План Гавриила, по его словам, состоит в том, чтобы использовать презлую душу полковника Хоуторна как оружие против лояльных Богу ангелов; в таком случае Небеса разверзнутся и превратятся по сути в ещё один Ад, чего Люциферу совсем не хотелось бы. Именно поэтому Денница и явился сейчас на землю — чтобы помешать Гавриилу. Наутро Люцифер является и Томасу: он рассказывает, каким мучением для ангела является отстранение от Бога и утрата веры в Него. Он советует Томасу использовать это обстоятельство против падшего Гавриила.
К вечеру Гавриил вместе с Рэйчел добирается до деревни и собирается забрать душу Хоуторна, но получает отпор от Даггета, воспользовавшегося советом Люцифера. Томас говорит, что Гавриил затеял всю эту войну из обыкновенной ревности: она вовсе не из-за людей, наделённых душой, а из-за любви Господа к ним, а не к ангелам. Гавриила это задевает, однако тот объясняет свою утрату веры и свой гнев тем, что Господь больше с ним не разговаривает, после чего отправляется в пещеру, чтобы прервать изгнание злого духа из Мэри. Даггет садится в машину Гавриила и намеревается задавить его, но на него нападает Рэйчел и не даёт ему нормально вести машину. В пещере Гавриил, получив несколько пуль от Кэтрин, пытается её убить, но неуправляемая машина сносит стену пещеры, таранит Гавриила. Рэйчел погибает. Даггет пытается добить раненого ангела железным ломом, но его руку перехватывает неожиданно явившийся Люцифер. Он требует закончить ритуал изгнания тёмной души из Мэри, а сам говорит Гавриилу, что его война — это лишь гордыня, от которой веет злом, а зло должно принадлежать только ему, Сатане. Люцифер убивает Гавриила, вырывая у него из груди сердце, и отправляет его в Ад. Тёмная душа вырывается из тела девочки и пытается атаковать изгнавших её индейцев, но небесный светлый луч райского света испепеляет её.
Томас говорит Люциферу, что дело сделано и война окончена, но падший ангел возражает и пытается соблазнить Томаса и Кэтрин пойти с ним, алчно нашёптывая, что любит их гораздо сильнее, чем Бог. Томас говорит: «У меня есть душа и моя вера. А что такого есть у тебя, ангел?». Люцифер ни с чем уходит из пещеры и исчезает, превратившись в стаю ворон.

## В ролях
- Кристофер Уокен — архангел Гавриил
- Элиас Котеас — детектив Томас Даггет
- Вирджиния Мэдсен — Кэтрин, учительница школы Чимни-Рок
- Вигго Мортенсен — Люцифер
- Эрик Штольц — ангел Саймон
- Аманда Пламмер — Рэйчел
- Морайа «Шайнинг Дав» Снайдер — Мэри
- Адам Голдберг — Джерри
- Стив Хитнер — Джозеф, криминалист
- Патрик МакКалистер — полковник Арнольд Хоуторн